# Stoyka Krasteva
Stoyka Krasteva (Dobrich, 18 de setembro de 1985) é uma boxeadora búlgara, campeã olímpica.

## Carreira
Ela é a primeira boxeadora a representar a Bulgária nos Jogos Olímpicos de Verão de 2012, mas foi derrotada nas quartas de final. Krasteva conquistou a medalha de ouro nos Jogos Olímpicos de Verão de 2020 em Tóquio, após derrotar a turca Buse Naz Çakıroğlu na categoria peso mosca e consagrar-se campeã.